# Denis Larkin
Denis Larkin (* 1908; † 2. Juli 1987) war ein irischer Politiker und gehörte von 1954 bis 1961 sowie von 1965 bis 1969 dem Unterhaus des irischen Parlaments an.
1954 wurde Larkin für die Irish Labour Party in den 15. Dáil Éireann gewählt. Nachdem er seinen Sitz auch im 16. Dáil Éireann behielt, konnte er ihn jedoch 1961 bei den Wahlen zum 17. Dáil nicht verteidigen. Im Jahr 1965 wurde er erneut in den Dáil Éireann gewählt. Bei den nächsten Wahl verzichtete Larkin auf eine erneute Kandidatur.
Neben seiner Tätigkeit als Abgeordneter gehörte Larkin für fast 30 Jahre dem Stadtrat von Dublin, der Dublin Corporation (heute Dublin City Council), an. In dieser Zeit bekleidete er von 1955 bis 1956 das Amt des Oberbürgermeisters der Stadt (Lord Mayor of Dublin).
Denis Larkin war der Sohn des irischen Arbeiterführers James Larkin. Wie dieser war auch er in der Gewerkschaftsbewegung aktiv.